# Nedeljko Čubrilović
Nedeljko Čubrilović (en serbio: Недељко Чубриловић; 5 de abril de 1953) es un político serbiobosnio quien fue el sexto presidente de la Asamblea Nacional de la República Srpska de 2014 a 2022.
En el 2000, se unió a la Alianza Popular Democrática (DNS). La presidencia del DNS destituyó a Čubrilović como vicepresidente el 14 de noviembre de 2018. Poco tiempo después, fue elegido primer presidente del recién creado DEMOS el 22 de diciembre de 2018 en Banja Luka.

## Vida personal
Nedeljko está casado con Miloja Čubrilović y juntos tienen un hijo llamado Đuro y una hija llamada Mirjana. Vive y trabaja en Banja Luka.